# Atomic Blonde
Atomic Blonde (bra: Atômica; prt: Atomic Blonde - Agente Especial) é um filme de ação e espionagem americano de 2017, dirigido por David Leitch, em seu primeiro crédito de diretor solo, e escrito por Kurt Johnstad. Baseia-se no romance gráfico The Coldest City, de 2012, de Antony Johnston e Sam Hart, publicada pela Oni Press, que gira em torno de uma espiã que tem que encontrar uma lista de agentes duplos que está sendo contrabandeada para o ocidente na véspera do Colapso do Muro de Berlim em 1989. Produzido por Denver and Delilah Productions, Closed on Mondays Entertainment e 87Eleven e distribuído pela Focus Features, é estrelado por Charlize Theron e James McAvoy, John Goodman, Til Schweiger, Eddie Marsan, Sofia Boutella e Toby Jones.
Atomic Blonde teve sua estreia mundial no South by Southwest em 12 de março de 2017, sendo lançado nos Estados Unidos pela Focus Features em 28 de julho de 2017. O longa-metragem arrecadou US$ 95 milhões mundialmente, contra um orçamento de US$ 30 milhões. Recebeu críticas geralmente positivas por parte da crítica especializada, que elogiou suas sequências de ação, as performances de Charlize Theron e James McAvoy e a trilha sonora, com muitos o comparando com o o filme John Wick, embora alguns criticassem a narrativa e seu ritmo.

## Sinopse
Lorraine Broughton (Charlize Theron), uma agente disfarçada do MI6, é enviada para Berlim durante a Guerra Fria para investigar o assassinato de um oficial e recuperar uma lista perdida de agentes duplos. Ao lado de David Percival (James McAvoy), chefe da localidade, a assassina brutal usará todas as suas habilidades nesse confronto de espiões.

## Elenco
- Charlize Theron como Lorraine Broughton
- James McAvoy como David Percival
- John Goodman como Emmett Kurzfeld
- Til Schweiger como The Watchmaker
- Eddie Marsan como Spyglass
- Sofia Boutella como Delphine Lasalle
- Toby Jones como Eric Gray
- James Faulkner como Chefe C
- Roland Møller como Aleksander Bremovych[7]
- Johannes Johansson como Bakhtin
- Sam Hargrave como James Gasciogne
- Bill Skarsgård como Merkel

## Produção

### Desenvolvimento
Em 9 de maio de 2015, foi anunciado que a Focus Features havia comprado os direitos americanos para o romance gráfico de suspense The Coldest City, de Antony Johnston, com Charlize Theron definido para desempenhar o papel principal de uma espiã feminina. David Leitch e Chad Stahelski foram contratados para dirigir o filme baseado no roteiro de Kurt Johnstad, com o início da produção em outubro na Alemanha. Nick Meyer, da Sierra / Affinity, financiaria o filme com um orçamento de cerca de US $ 30 milhões. Theron produziria o filme junto com Beth Kono e A.J. Dix através de sua Denver e Delilah Productions, Eric Gitter e Peter Schwerin através da Closed on Monday Entertainment, Kelly McCormick através de Sierra / Affinity, com 87Eleven. Em 2 de outubro de 2015, Leitch saiu da  co-direção de John Wick: Um Novo Dia Para Matar para dirigir The Coldest City sozinho, que começaria a filmar em novembro na Hungria e na Alemanha. Em 16 de outubro de 2015, James McAvoy se juntou ao elenco do filme. Em 2 de novembro de 2015, John Goodman assinou para desempenhar o papel de um agente americano. Em 26 de outubro de 2015, TheWrap informou que Sofia Boutella tinha se juntado ao filme para um papel não especificado.
As filmagens do filme começaram 22 de novembro de 2015 em Budapeste, e mais tarde mudaram para Berlim.

## Recepção

### Crítica
No site de agregação Rotten Tomatoes, o filme possui uma classificação de aprovação de 78% com base em 348 críticas, com uma classificação média de 6.56/10. O consenso crítico do site diz: "A Atômica obtém suficiente quilometragem de suas esferas de ação estilosas - e estrela sempre magnética - para compensar uma narrativa que é um tanto menos dura do que sua protagonista". No Metacritic, que atribui uma classificação normalizada às avaliações, o filme tem uma pontuação de 63 de 100, com base em 50 críticas, indicando "revisões geralmente favoráveis". As audiências pesquisadas pelo CinemaScore deram ao filme uma nota média de "B" em uma escala A+ para F.